# Vokalskiftet i yngre fornsvenska
Vokalskiftet i yngre fornsvenska är den förändring i uttalet av långa vokaler som till stor del ägde rum under yngre fornsvensk tid, men med början före 1375. Den kallas ibland den stora vokaldansen. Ett antal förändringar i fornsvenskan skedde ungefär samtidigt; merparten av vokalförändringarna skedde under 1300-talet och fram till 1400-talets slut. 
I Eufemiavisorna från början av 1300-talet är rim som saar ('sår') och var ('var', kort a) och badha ('båda') och skadha ('skada', kort a) rätt vanliga. Det visar att skillnaden mellan det långa [aː] och det korta [a] inte var särskilt stor vid den tiden. Språkljudet [aː] hade ännu inte övergått till att bli [oː]. Övergång hade än mindre skett vid den tiden i de ursprungliga fornsvenska ljuden [oː] och [uː], eftersom deras skifte anses ha orsakats av skiftet i a‑ljudet.
Vokalskiftet i tre de tre fornsvenska långa vokalerna står i samband med kvantitetsändringar i hela vokalsystemet och med ljudkvalitetsändringar i korta vokaler. Korta vokalfonemen förändrades på två olika sätt. Dels ändrades ljudkvaliteten hos tre av dem, och dels förlängdes ett par av dem så att det blev nya långvokalsfonem.

## Förändring av långvokalerna [aː], [oː] och [uː]
Tidigast förändrades den gamla långvokalen [aː] till att bli ett å-liknade ljud. Förändringen började i söder och kom till Mellansverige under den senare delen av 1300-talet. Även det korta [a]-ljudet förändrades i vissa positioner, och gick också mot att bli ett långt å-ljud.
Att [aː] förändrades och kom närmare [oː] (som i fornsvenska uttalades som ett nutida 'å') gjorde att det gamla fonemet /o/ kom närmare det nya uttalet 'å'. Vid ungefär samma tid som förändringarna av uttalet av de tre vokalerna a, o och u skedde, blev ett ursprungligt kort a förlängt i många kortstaviga ord, som [baka] > [bɑːka] och [fara] > [fɑːra]. Då uppstod en ny långvokal [ɑː]. Det som tidigare hade uttalats som [oː] hade inte kvar sitt gamla uttal, utan uttalades som det gamla [uː] (som motsvarade det uttal som [u] har i tyska). Detta medförde att uttalet av fonemet /u/ vid slutet av 1400-talet övergick till att bli /ʉ/, som är det nutida uttalet i till exempel 'hus'.

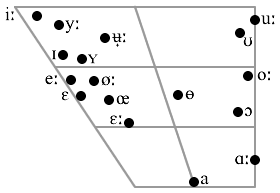
Vokalfonem i det mellansvenska standardspråket, efter Engstrand (1999).

Noga taget har fonemet /ʉ/, när det är långt, i standardsvenska kommit att realiseras närmast som en främre vokal [ʉ̟] snarare än en central vokal [ʉ]. I vissa perifera språkliga varieteter som finlandssvenska bibehålls dock en central realisation, [ʉ].

## Kedjeförskjutning av vokaler
Den gemensamma dansk/svensk/norska övergången [ɑː] > [ɔː] var en nödvändig förutsättning för den svensk/norska kedjeförskjutningen av långa bakre vokaler.
Förändringar av detta slag brukar kallas push chain. Med det menas en ljudförändring, som i fallet med de fornsvenska vokalerna innebar att förändringen [aː] > [åː] sköt på den närliggande vokalen [oː], så att dess ljudvärde förändrades uppåt i munhålan till [uː]. När denna vokal i sin tur utsattes för tryck försköts den nedåt–framåt och blev [ʉ], och senare ofta [ʉ̟].
Det är mycket ovanligt att de fonetiska särdrag som fonemet /ʉ̟/ har i svenska ger fonematisk status. Detta är ett starkt argument för att denna kedjeförskjutning av vokaler är en push chain där förändringen [uː] > [ʉː] (och > [ʉ̟ː]) sker sist. Den alternativa hypotesen är pull chain. En pull chain skulle ha initierats av [uː] > [ʉː]. Eftersom platsen för det gamla [uː] då skulle bli tom, skulle de andra bakre vokalerna ha dragits upp, varav namnet ”pull chain”. Men det är osannolikt att svenska och norska spontant skulle ha utvecklat sina mycket ovanliga u‑ljud som ett första steg i en kedjeförskjutning. Detta talar för push chain‑hypotesen.

## Den första förlängningen av korta vokaler
Innan långt [aː] blev långt [oː] förlängdes det korta [a] till långt [aː] i aka och aker och blev sedan [oː]; ([oːka], [oːker]).

## Den andra förlängningen av korta vokaler

### Förlängning av [a] i kortstaviga ord
När väl förändringen av långt [aː] till långt [oː] hade skett, förlängdes kort a, när det efterföljdes av kort konsonant, från [a] till [ɑː], som har ett mer bakre uttal än det ursprungliga [a]. Exempel på denna förlängning är bland annat [baka] > [bɑːka] och [fara] > [fɑːra].

### Förlängning av [o] i kortstaviga ord
Förlängning av kort [o] skedde i en del kortstaviga ord, till exempel i 'kol', 'son' och 'sova'. Den nya långvokalen fick inte exakt samma uttal som det å-ljud som uppkommit vid uttalsförändringen av det tidigare långa a. Istället fick nya vokalen en mer ö-liknande klang: kôl, sôn och sôva. Den nya vokalen fick fonematisk status i och med att man nu kunde bilda minimala ordpar som exempelvis kôl–kål. Denna vokal har fått beteckningar som ô‑ljud, /ɞ/, /8/ och ”tionde vokal”.

### Förlängning av [a] framförrnoch [o] framförrdochrn
- Ljudet [a] förlängdes under senare delen av 1300-talet framför rn, som i  barn, kvarn. Det fick också det bakre uttalet [ɑː].
- Ljudet [o] förlängdes också framför rn, som i korn, och framför rd, som i ord, och uttalet blev [uː].[15]

## Förändring av ljudkvaliteteten hos korta vokaler
- Vokalerna [i], [y] och [u] förändrades framför r och framför l. Vokalen [i] blev [e] och då blev exempelvis hirþi till herdhe, vokalen [y] blev [ø], alltså blev till exempel fylghia till følghia, vokalen [u] blev [o], och exempelvis duldi blev dolde.[16] Den korta vokalen [e] förlängdes framför rd till att bli [eː].
- Framför ng, rd och ld förändrades [a] till [o], till exempel [lang] > [long] 'lång', [harð] > [horð] 'hård', [halda] > [holːa] 'hålla'.[4] Den korta vokalen [o] förlängdes framför rd till att bli [oː].

### Ljudförkortningar hos tidigare långa vokaler som medför kedjeförskjutning
När de överlånga stavelserna försvann uppstod ett kort [u] i ett antal ord som förut hade lång vokal, t.ex. bonde  och ost. Detta medförde en förändring av det korta [u], som nu blev ljudet [ʉ]. Då uppkom minimala ordpar som bonden–bunden. När överlång stavelse förkortades uppkom också kort [o], bland annat i ord som gått, åska och åtta. Det ursprungliga korta [o]-ljudet i till exempel gott, komma försköts då nedåt–framåt i munhålan och blev [ô], som i denna sin korta form blev en variant av svenskans tionde vokal, som är lång i till exempel sôva. Det korta [ô] kunde nu ingå i minimala ordpar som gôtt–gått.

## Samband mellan det nya vokalfonemet /ɞ/ och kedjeförskjutningen
Ett olöst språkhistoriskt problem är skillnaden mellan å ena sidan norska och svenska, och å andra sidan danska, där långvokalförskjutning avstannade efter att långt forndanskt [aː] höjdes tillöppet å‑ljud, [ɔː] En hypotes av Stig Eliasson, tillsammans med språkhistorikers konsensus om de stora dragen i vokalskiftena, ger följande bild: Det ovannämnda nya korta öppna å som i gått påverkar det gamla korta [o] till att bli [ɞ], som i vissa fall förlängs, och påverkar det nya långa öppna å (som i gå) till att höjas, och förskjuta det gamla långa [oː] uppåt. Existensen av det nya fonemet ô‑ljud ger skjuts åt skiftets push chain enligt hypotesen. Hypotesen förklarar inte skillnaden mellan den nordiska språkliga varieteterna, men ger en språkintern delförklaring: uppkomsten i svenskan och norskan av vokalen ɞ, och dess långa allofon. Einar Haugen hade tidigare förkastat möjligheten av en språkintern förklaring.

### Tryckta  källor
- Pettersson, Gertrud (2005). Svenska språket under sjuhundra år. Lund: Studentlitteratur. ISBN 91-44-03911-5
- Wessén, Elias (1969). Svensk språkhistoria I: Ljudlära och ordböjningslära. Stockholm: Almqvist & Wiksell